# Caius Julius Civilis
(Caius) Julius Civilis, qu'on appelait jadis à tort Claudius Civilis, d'où le titre d'un célèbre tableau de Rembrandt, la Révolte de Claude Civilis, est un aristocrate Batave, peuple établi sur les bords du Rhin, dans les actuels Pays-Bas.

## Famille
Selon Tacite, il est de lignée royale. Ses ancêtres ont reçu la citoyenneté romaine. On lui connait un fils, encore enfant lors de la révolte de son père en 70.

## Biographie
Tacite n'indique jamais le praenomen Caius mais seulement le gentilice Julius, les historiens accollent Caius en concordance avec le nomen Julius pour obtenir les tria nomina. Il est citoyen romain, citoyenneté sans doute octroyée à ses ancêtres par Caius Julius Caesar ou Auguste, ce que pourrait indiquer le port du gentilice Julius.
Fidèle auxiliaire des armées romaines, il est soupçonné à tort de haute trahison ainsi que son frère Paulus. Ce dernier est exécuté sur l'ordre de Fonteius Capito en 68. Civilis est enchaîné et envoyé à Néron, mais il bénéficie de l'avènement de Galba qui le libère. II provoque en Octobre 69 une révolte de son peuple conduite par Julius Sabinus, à laquelle se joignent bientôt d'autres Germains et une partie des Gaulois.
Après plusieurs victoires dont la prise de Mayence, il est vaincu à Trèves par le général romain Quintus Petillius Cerialis. Il traite avec les Romains et devient leur allié en 70.

## Postérité

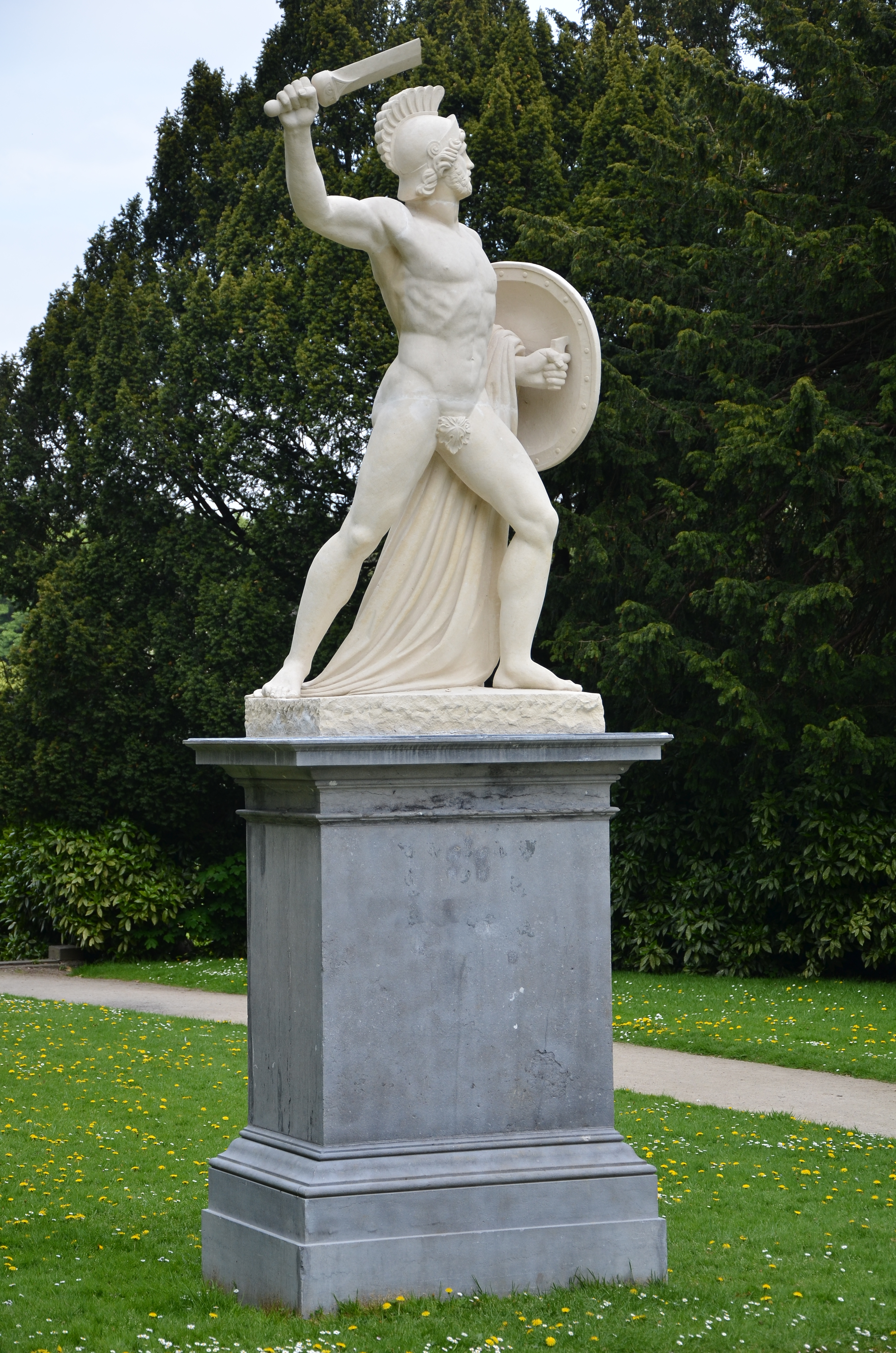
Statue de Claudius Civilis dans le parc de Tervuren, Jean-Louis Van Geel, 1822 (copie).

Les auteurs et artistes des Pays-Bas en ont fait un symbole de leur identité nationale notamment dans le contexte de la guerre d'indépendance menée par Guillaume Ier d'Orange-Nassau contre les Habsbourg. Les écrits de cette époque présentent Civilis comme un défenseur des libertés publiques et en font un héros.
Ainsi, Hugo Grotius dans son livre Liber de antiquitate reipublice batavicae forge le mythe des Bataves, ancêtres du peuple hollandais, qui conquirent leur indépendance sous la direction de Civilis.